# Francesc II Gonzaga
Francesc II Gonzaga (Màntua, 10 d'agost del 1466 – Màntua, 29 de març del 1519) fou el quart marquès de Màntua, fill del marquès de Màntua Frederic I Gonzaga i de Margarida de Wittelsbach, germana del duc de Baviera.

## Biografia
A la mort del seu pare el 1484 va heretar el títol de marquès. Durant els primers anys de govern va ser ajudat pel seu oncle Francesc Secco d'Aragó, que el va iniciar en l'ús de les armes. El 12 de febrer del 1490 es va casar amb Isabel d'Este, filla del duc de Ferrara Hèrcules I d'Este.
Seguint la tradició familiar, Francesc es va distingir com a condottiero, al servei dels qui li oferien millors avantatges, ja fossin econòmics o de seguretat per al propi marquesat. A les habituals escaramusses entre Milà i Venècia durant aquest període van sorgir controvèrsies entre grans estats: França, Espanya i el Papat. En aquest context es van veure esquitxats estats italians com Milà i Nàpols, mentre que la mateixa Venècia va experimentar un brusc redimensionament. Va ser mèrit de Francesc i de la seva esposa, gràcies a les nombroses maniobres polítiques i diplomàtiques, evitar que el seu petit estat en sortís perjudicat.
En la carrera militar de Francesc van haver diverses victòries, va ser capità de la República de Venècia del 1489 al 1498 i va participar com a comandant de les tropes assignades a la batalla de Fornovo el 1495. En acabar aquesta batalla se li va reconèixer el seu valor, però també se li va retreure no haver sabut aprofitar la superioritat militar aliada, fet que va afavorir la retirada de les tropes del rei francès Carles VIII. En senyal d'agraïment per la victòria, i per petició del seu conseller el frare Girolamo Redini, va fer erigir a la ciutat l'església de Santa Maria della Vittoria, la qual es va decorar amb el retaule Madonna della Victoria, obra del pintor Andrea Mantegna, que els francesos van prendre el 1797.
El pintor Domenico Morone va treballar també per Francesc II Gonzaga, i el 1494 va fer el famós quadre titulat la Cacciata dei Bonacolsi, per decorar el palau ducal de Màntua.
El 1503 es va posar al servei dels enemics de Venècia, la Lliga de Cambrai, i va ser lloctinent general de l'exèrcit pontifici del papa Juli II.
El 3 de juny del 1507 Benedetto i Alessandro Gonzaga, descendents de Corrado Gonzaga, van provar de prendre-li el marquesat però foren descoberts i condemnats a mort acusats d'atemptar contra la seguretat de l'estat.
El 10 de maig del 1509 va lliurar una dura batalla a la rodalia de Casaloldo contra la República de Venècia pel control d'aquesta ciutat però va ser derrotat.
El 8 d'agost del mateix any, mentre intentava conquerir Legnago, juntament amb el capità Ludovico I Pico, va ser capturat a Isola della Scala pel condottiero Girolamo Pompei, dit "el Malanchino", i transportat a la presó de Venècia. L'episodi va canviar per sempre la seva carrera militar. Els venecians el van tenir pres durant alguns mesos, durant els quals va patir diverses humiliacions, fet que li va causar un odi vers aquesta ciutat que mai superaria, encara que més endavant tornés a ser contractat per comandar l'exèrcit venecià. Francesc va ser alliberat, després de gairebé un any d'empresonament, gràcies a la intervenció diplomàtica de la seva esposa i del papa Juli II, però va haver de deixar com a penyora el seu fill Frederic, que es va allotjar a la cort papal. Alliberat el 1510, Francesc va continuar amb la seva política doble que li asseguraria la supervivència del seu estat: va ser gonfaloniere della Chiesa (guerrer al servei del papa) i al mateix temps capità general de les tropes venecianes.
Durant les seves absències, Màntua va estar governada per la seva esposa, en la qual confiava plenament. El 1518 fou nomenat pel rei de França cavaller de l'Orde de Sant Miquel. Es deia que havia tingut una relació d'amor platònic amb Lucrècia Borja, cunyada de la seva esposa. En els darrer anys de vida no va poder complir amb els seus compromisos militars per les freqüents crisis de la seva malaltia, la sífilis. En compensació es va dedicar a una intensa activitat diplomàtica per tal de protegir el marquesat, constantment visitat per les grans potències del moment que es trobaven en territori italià per resoldre les seves diferències mitjançant la guerra.
El duc també fou un mecenes, fent encàrrecs a artistes com Andrea Mantegna i altres, i incorporant noves obres a la col·lecció Gonzaga.
El 29 de març del 1519 va morir de sífilis en el seu Palau de Sant Sebastià de Màntua i fou sebollit a l'església de Santa Paula. El va succeir el seu fill Frederic II Gonzaga, sota la regència de la mare.

## Descendència
Francesc II i Isabel van tenir sis fills:
- Elionor (1493 – 1550), que es va casar primer amb Francesco Maria I della Rovere, duc d'Urbino (1490-1538)
- Frederic (1500 - 1540) marquès i primer duc de Màntua des del 1530, casat amb Margarida Paleòloga del Monferrat (1510-1566) el 1533 i de la qual va obtenir el títol de marquès de Montferrat. Descendeix d'Alfons IV d'Aragó i de Jaume III de Mallorca.
- Hipòlita (1503 – 1570), que va ser monja dominica al Monestir de Sant Vicenzo de Màntua;
- Ercole (1505 – 1563), bisbe de Màntua el 1521, cardenal el 1527 i regent dels seus nebots;
- Ferrante (1507-1557) comte de Guastalla des del 1539, virrei de Sicília 1536-1546, virrei de Milà el 1546, casat amb Isabel de Càpua de Monfetta, filla del príncep Ferran de Molfetta.
- Lívia (1508-1569), que va ser religiosa clarisa al Monestir del Corpus Christi de Màntia amb el nom de Sor Paula.

Fills naturals de Francesc II Gonzaga:, mai reconeguts legalment:
- Teodora morí en 1519
- Antònia
- Margarida, va néixer i va morir en 1496.